# B. Radhakrishnan
B. Radhakrishnan, född 3 september, är en indisk carromspelare. Vid tredje SAARC-Carrommästerskapen (1999), i Malé, Maldiverna, kom han på fjärde plats i singelspelen och vann lagspelen som del av det indiska laget.[källa behövs] Han vann de indiska nationella mästerskapen i carrom 2007 och 2009. Han var favorittippad till världsmästerskapen 2008, som gick av stapeln i Cannes, Frankrike, men deltog inte på grund av problem med visum. År 2012 valdes han ut som en av tre spelare i indiska carromlaget inför SAARC-mästerskapet samma år.
Senast 2025 slutade han tävla.